# Фалічна стадія
У психоаналізі Фройда фалічна стадія (нім. phallische Phase, англ. Phallic stage) або едипова стадія (нім. ödipale Phase) є третьою стадією психосексуального розвитку, що охоплює вік від трьох до шести років, коли лібідо (бажання) немовляти зосереджено на геніталіях як ерогенній зоні. Коли діти усвідомлюють своє тіло, тіла інших дітей і тіла своїх батьків, вони задовольняють фізичну цікавість, роздягаючись і досліджуючи один одного та свої геніталії — центр фалічної стадії, під час якої вони дізнаються фізичні відмінності між чоловічою та жіночою статями та пов’язані з ними соціальні ролі, досвід, що змінює психологічну динаміку стосунків між батьками та дітьми. Фалічна стадія є третьою з п’яти фройдистських стадій психосексуального розвитку: (i) оральна, (ii) анальна, (iii) фалічна, (iv) латентна та (v) генітальна. Відповідно до теорії Фройда, особистість розвивається через низку стадій, зосереджених на ерогенних сферах, протягом усього дитинства. Здорова особистість у дорослому віці залежить від успішного завершення всіх цих етапів дитинства. Якщо проблеми не вирішуються на певному етапі, то відбудеться фіксація, що призводить до нездорової особистості.
На фалічній стадії психосексуального розвитку вирішальним досвідом хлопчика є Едипів комплекс, який описує змагання між сином і батьком за сексуальне володіння матір'ю. Цей психологічний комплекс опосередковано отримав свою назву від персонажа грецької міфології Едипа, який мимоволі вбив свого батька та сексуально оволодів матір’ю. Спочатку Фройд застосовував Едипів комплекс до розвитку хлопчиків і дівчаток; потім він розвинув жіночий аспект психосексуального розвитку на фалічній стадії як жіноче ставлення до Едипа та негативний комплекс Едипа, але його учень Карл Юнґ запропонував «комплекс Електри» (що походить від персонажки грецької міфології Електри, що планувала вбити свою мати за те, що та вбила її батька), щоб описати психосексуальне змагання дівчини з матір'ю за володіння батьком.